# Pseudotriton diastictus
Pseudotriton diastictus är en groddjursart som beskrevs av Bishop 1941. Pseudotriton diastictus ingår i släktet Pseudotriton och familjen lunglösa salamandrar. Inga underarter finns listade i Catalogue of Life.